# Natives
Natives (Natives Éditions oder Natives Communications) ist ein französischer Verlag und Musiklabel und wurde 1996 gegründet. Natives ist auf Kunstbücher (Fotografie und Malerei), musikwissenschaftliche Publikationen und CD-Produktionen barocker, klassischer und zeitgenössischer Musik spezialisiert.

## Künstler (Auswahl)
Zu den Künstlern, die in dem Verlagsprogramm vertreten sind, gehören: Asca S.R. Aull, Michel Chapuis, Pierre Espagne, Philippe Foulon, Guy de Malherbe, Marina Tchebourkina und Xavier Zimbardo.